# Gustav Bang
Jens Gustav Bang, född 26 september 1871, död 31 januari 1915, var en dansk historiker och politiker, fil.dr. 1897. Han var gift med Nina Bang.
1901 insattes Gustav Bang i socialdemokratiska partiets styrelse. Han ställdes upp flera gånger som kandidat till folketingsvalen men lyckades först 1910 bli vald.

## Citat
- Betingelserna läggas på så sätt småningom tillrätta för det sakernas tillstånd, att en man, som genom populär framställning kommit underfund med en vetenskaps allmänna grunddrag, själv, genom eget arbete, utan ytterligare skolundervisning och utan universitetsbildning kan utveckla sig till fullt herravälde över den vetenskap, till vilken hans intresse står, och göra sin självständiga insats i den.